# Polynema tantalea
Polynema tantalea är en stekelart som beskrevs av Perkins 1910. Polynema tantalea ingår i släktet Polynema och familjen dvärgsteklar. Inga underarter finns listade i Catalogue of Life.